# Pocesje
Pocesje (Servisch cyrillisch Поцесје) is een plaats in de Servische gemeente Raška. De plaats telt 54 inwoners (2002).